# Marcel Dupertuis
Marcel Dupertuis (Vevey, 20 febbraio 1941) è un artista, scultore e pittore svizzero.

## Biografia
Marcel Dupertuis ha studiato scultura all'École des beaux-arts de Lausanne. Risiede a Lugano. 

## Carriera artistica
Nel corso della sua carriera, Dupertuis ha esposto le sue opere in diverse istituzioni, tra cui l'Aargauer Kunsthaus. 
Nel 2021, il Centro Internazionale di Scultura (CIS) di Peccia ha inaugurato la stagione espositiva con una mostra dedicata a Dupertuis, intitolata Dalla materia allo spazio. Marcel Dupertuis - Pittura e scultura e successivamente una mostra monografica al Museo Vincenzo Vela.

## Opere
"Noces" (1984):  Presentata nella mostra "Schweizer Skulptur seit 1945" all'Aargauer Kunsthaus, questa scultura rappresenta una fase significativa nella ricerca di Dupertuis. Collezione Memory Foundation, Vaduz
"Figura continuum 5"  (1999) Bronzo patinato

## Filmografia
Un documentario intitolato Marcel Dupertuis. Un café et deux babas è stato realizzato sulla sua vita e carriera artistica.